# Abdullah bin Khalifa Al Thani
Sheik Abdullah bin Khalifa Al Thani (arabisk: عبد الله بن خليفة آل ثاني) (født 11. februar 1958 i Doha, Qatar) er et medlem af den regerende Al Thani-familie i Qatar. Han var premierminister af Qatar fra 29. oktober 1996 til 3. april 2007.